# 柬埔寨缝叶莺
柬埔寨缝叶莺（学名：Orthotomus chaktomuk）是缝叶莺属下的一种鸟。2009年卫生工作人员在柬埔寨首都金边市外郊区调查禽流感是否可以通过小鸟传播时意外发现。当时工作人员将其捕获并拍下照片，完后将其释放。柬埔寨野生生物保护协会会员西蒙·马胡德（Simon Mahood）对这些图像进行研究后，确认是新发现的一种鸟。2013年6月26日正式公布学名。物种名称源自金边市故名“四面城”之“四面”。柬埔寨缝叶莺是柬埔寨湄公河涝原一带的特有物种。该物种的发现者已向國際自然保護聯盟提议将柬埔寨缝叶莺以近危（IUCN 3.1）的保护状况列入《红皮书》。